# Tesagrotis atrifrons
Tesagrotis atrifrons är en fjärilsart som beskrevs av Augustus Radcliffe Grote 1873. Tesagrotis atrifrons ingår i släktet Tesagrotis och familjen nattflyn. Inga underarter finns listade i Catalogue of Life.